# Тазеабад-е-Хачекін
Тазеабад-е-Хачекін (перс. تازه ابادخاچكين) — село в Ірані, у дегестані Чукам, у бахші Хомам, шагрестані Решт остану Ґілян. За даними перепису 2006 року, його населення становило 1146 осіб, що проживали у складі 322 сімей.

## Клімат
Середня річна температура становить 14,15°C, середня максимальна – 28,09°C, а середня мінімальна – -0,66°C. Середня річна кількість опадів – 1175 мм.
| Клімат поселення                              | Клімат поселення | Клімат поселення | Клімат поселення | Клімат поселення | Клімат поселення | Клімат поселення | Клімат поселення | Клімат поселення | Клімат поселення | Клімат поселення | Клімат поселення | Клімат поселення | Клімат поселення |
| Показник                                      | Січ.             | Лют.             | Бер.             | Квіт.            | Трав.            | Черв.            | Лип.             | Серп.            | Вер.             | Жовт.            | Лист.            | Груд.            |                  |
| Середній максимум, °C                         | 8,14             | 8,41             | 11,42            | 17,23            | 21,72            | 25,34            | 28,09            | 27,82            | 24,82            | 20,86            | 16,00            | 11,55            |                  |
| Середня температура, °C                       | 3,74             | 4,02             | 7,04             | 12,85            | 17,32            | 20,93            | 23,89            | 23,62            | 20,63            | 16,66            | 11,80            | 7,34             |                  |
| Середній мінімум, °C                          | −0,66            | −0,39            | 2,64             | 8,45             | 12,92            | 16,53            | 19,68            | 19,41            | 16,42            | 12,46            | 7,60             | 3,13             |                  |
| Норма опадів, мм                              | 120              | 94               | 86               | 48               | 45               | 30               | 28               | 62               | 134              | 204              | 178              | 146              |                  |
| Середньомісячна швидкість вітру, м/с          | 2.28             | 2.40             | 2.40             | 2.32             | 2.40             | 2.66             | 2.60             | 2.30             | 2.10             | 2.08             | 2.02             | 2.06             |                  |
| Середньомісячна сонячна радіація, кДж/м²·день | 6754             | 8933             | 10915            | 15612            | 19975            | 22267            | 23098            | 19199            | 15644            | 10700            | 8481             | 6493             |                  |
| --------------------------------------------- | ---------------- | ---------------- | ---------------- | ---------------- | ---------------- | ---------------- | ---------------- | ---------------- | ---------------- | ---------------- | ---------------- | ---------------- | ---------------- |
| Джерело:                                      |                  |                  |                  |                  |                  |                  |                  |                  |                  |                  |                  |                  |                  |